# Municipio de Red Lick
El municipio de Red Lick (en inglés, Red Lick Township) es una subdivisión territorial del condado de Johnson, Arkansas, Estados Unidos. Según el censo de 2020, tiene una población de 1303 habitantes.
Es una subdivisión exclusivamente territorial. No tiene autoridades constituidas ni funciones asignadas.

## Geografía
Está ubicado en las coordenadas 35°33′47″N 93°25′18″O / 35.56306, -93.42167. Según la Oficina del Censo de los Estados Unidos, tiene una superficie total de 71,93 km², de la cual 70,93 km² corresponden a tierra firme y (1.4 %) 1,00 km² es agua.

## Demografía
Según el censo de 2020, hay 1303 personas residiendo en la zona. La densidad de población es de 18,37 hab./km². El 89,33 % son blancos, el 0,38 % son afroamericanos, el 1,30 % son amerindios, el 1,84 % son asiáticos, el 1,61 % son de otras razas y el 5,53 % son de una mezcla de razas. Del total de la población, el 4,22 % son hispanos o latinos de cualquier raza.